# Bill Cowher
Pro Football Hall of Fame 2020
(en) Statistiques sur pro-football-reference
William Laird Cowher, né le 8 mai 1957 à Crafton, est un joueur et entraîneur américain de football américain.

## Enfance
Cowher étudie à la Carlynton High School où il joue pour les équipes de football américain, de basket-ball et d'athlétisme. 

## Carrière

### Université
Il entre à l'université d'État de Caroline du Nord et intègre l'équipe de football américain des Wolfpack. Lors de sa dernière année universitaire, il est capitaine d'équipe et nommé meilleur joueur de la saison. 

### Professionnel
Bill Cowher n'est sélectionné par aucune équipe lors de la draft de 1979. Il intègre les Eagles de Philadelphie. Cependant, il ne joue aucun pour sa saison de rookie et doit attendre 1980, pour jouer son premier, mais avec les Browns de Cleveland. Il officie comme linebacker remplaçant durant toute sa carrière. En 1983, il revient chez les Eagles où il joue deux saisons. 

### Entraîneur
En 1985, l'entraîneur Marty Schottenheimer l'intègre au staff technique des Browns de Cleveland, comme entraîneur de l'escouade spéciale pendant deux saisons. Ensuite, Schottenheimer lui donne le poste d'entraîneur des secondes lignes de la défense avant de le prendre avec lui lors de son départ chez les Chiefs de Kansas City, où il est coordinateur défensif.
En 1992, il est nommé entraîneur des Steelers de Pittsburgh où il remporte le trophée d'entraîneur de l'année pour sa première saison à ce poste. Il passe quinze ans à ce poste, remportant notamment le Super Bowl XL, en 2005.